# Карадениз Ерегли
Карадениз Ерегли (тур. Karadeniz Ereğli) је град у Турској у вилајету Зонгулдак. Према процени из 2009. у граду је живело 99.298 становника.

## Становништво
Према процени, у граду је 2009. живело 99.298 становника.
| 1990.  | 2000.  |
| ------ | ------ |
| 66.859 | 79.486 |